# Collinsia crassipalpis
Collinsia crassipalpis är en spindelart som först beskrevs av Lodovico di Caporiacco 1935.  Collinsia crassipalpis ingår i släktet collinsior, och familjen täckvävarspindlar. Inga underarter finns listade i Catalogue of Life.